# Megophrys ombrophila
Megophrys ombrophila — вид жаб родини азійських часничниць (Megophryidae). Описаний у 2019 році.

## Назва
Назва виду ombrophila з грецької мови перекладається як «любитель дощу» і є посиланням на схильність цього виду бути активним під час і після сильних злив. 

## Поширення
Ендемік Китаю. Поширений у горах Уїшань на південному сході країни.